# Ана Апостолаки
Ана Апостолаки (грч. Άννα Αποστολάκη , 1880–1958) била је грчки археолог и кустос музеја. Била је прва Гркиња која је радила као професионални археолог и била је кустос, а касније и директор Националног музеја декоративне уметности. Једна од првих жена које су дипломирале са докторатом, била је и прва жена чланица Археолошког друштва Атине и рани члан Хришћанског археолошког друштва . Била је стручњак за древни текстил и видела је очување древних шара и грчких традиција ткања као средство не само за подршку традиционалном раду жена, већ и за јачање грчког национализма у међуратном периоду грчке историје.

## Детињство
Ана Апостолаки је рођена 1880. године у Маргаритесу, у провинцији Ретимно, на острву Крит, тада у саставу Отоманског царства, а сада у Грчкој. Њен отац је био пореклом из близу Елеутерне. Регионални устанци против османске власти довели су до тога да њена породица побегне у Пиреј, а затим у Атину. Студирала је у „ Арсакеио“, женској школи коју је водило „Друштво пријатеља образовања“, а дипломирала је 1899. као учитељица – једно од ретких занимања доступних женама 1899.

## Каријера
Апостолаки је започела своју каријеру као учитељица, подучавајући друге ученике док је следила сопствене образовне аспирације.   Године 1903. уписала је Атински универзитет где је студирала на Филозофској школи. Истовремено је почела да ради у Нумизматичком музеју у Атини као асистент Јоаниса Свороноса, који јој је био ментор и помогао јој да развије посвећеност научном истраживању. Под Свороносовим вођством, постала је прва жена примљена у Археолошко друштво Атине 1906. и била је прва Гркиња која је професионално радила као археолог.  Године 1909. постала је једна од првих десет жена које су дипломирале на Универзитету у Атини, и прва жена са Крита која је стекла диплому. Наслови у женским новинама као што је Ladies' Gazette, чији је Апостолаки такође била редован сарадник, извештавали су о Апостолакином завршетку доктората, проглашавајући да „Жене побеђују. Грчки свет од јуче има нову жену доктора...“  Исте године постала је прва жена која се придружила Грчком фолклорном друштву, које је основао Николаос Политис, и почела је да држи предавања о народној култури.
Превирања у првој половини 20. века и Први светски рат довели су у опасност многа историјска места. Апостолаки, забринута за њихово пропадање и очување, придружила се Хришћанском археолошком друштву, као један од његових првих чланова. Била је и оснивачки члан Одбора Лицејског клуба грчких жена, који је основала грчка феминисткиња Калирои Парен 1911. године, одржавши предавање о палати Кносос члановима Клуба исте године. Док је још предавала, преузела је додатне задатке као саветник Одељења за народне ношње. У овој улози била је одговорна за ширење информација о очувању националних обичаја, што јој је омогућило да развије контакте са људима попут песника Георгиоса Дросиниса и археолога Георгиоса Куруниотиса, који су такође били заинтересовани за очување културе. Интелектуалци попут ових настојали су да подстакну национални понос повезујући савремене културне праксе са древном грчком културом, кроз процену и упоређивање археолошких записа античких, средњовековних и модерних артефаката. Конкретно, Апостолаки (заједно са другим женама као што су Ангелики Чацимичали, Елени Јуклид и Лусија Зигомала) је била заинтересована да учешће жена у друштву буде видљивије кроз прикупљање и излагање женских занатских продукција.
Женске клубове у Грчкој у то време организовали су богати грађани који су основали регионалне школе за сиромашну и избегличку популацију. Део ових школа био је усмерен на обуку девојчица у ручним радовима. Апостолаки је била ангажована у овим клубовима и развила интересовање за различите обрасце који су показивали континуирану употребу уметничких мотива од византијског периода до данас. Радила је на пројектима са Лицејским клубом како би усмерила пажњу на грчки допринос занатској и текстилној уметности, и удаљила се од пресликавања трендова у моди, која је грчки дизајн заменила страним елементима. Сакупљајући ткану робу и чипку, помогла је у организацији три изложбе — 1921, 1922. и 1924. — за Клуб.
Након завршетка малоазијског рата, Дросинис, члан одбора за Музеј грчких рукотворина, помогао је да се музеј реорганизује у Национални музеј декоративне уметности. Године 1923. ангажовао је Апостолаки као свог помоћника, чиме је постала тек четврта жена која се придружила грчкој археолошкој служби. У почетку је започела свој рад тако што је ручно пратила све тканине, уклањала мољце и каталогизирала колекцију текстила, која се састојала од тканих тканина од 4. до 7. века. Потом је радила на набавци савремених и древних археолошких артефаката, путујући мазгом у удаљена села на Криту и друга места како би прикупила узорке веза, као и костиме. Апостолаки је помогао Лицејском клубу да припреми изложбу грчког текстила као део састанка Мале антанте жена 1925. године. Године 1926. постављена је за кустоса музеја и приредила је изложбу минојске одеће коју су носили млади чланови Лицеја за тродневни културни фестивал који је исте године био домаћин Лицејског клуба Панатенејски стадион. Године 1927. Апостолаки је организовала изложбу за Лицејски клуб; њен позив потенцијалним излагачима нагласио је важност грчких тема, али је најавила да би поднесци могли укључивати перле, музичке инструменте, грнчарију, дрвене артефакте и ткање.
Године 1932, Апостолаки је унапређена у директора Народног музеја декоративних уметности, а исте године је објавила свој каталог коптских текстила, Τα κοπτικα υφασματα του εν Αθηναις Μουσειου Κοσμητικων Τεχνων (Коптске тканине атинског Музеја грчких рукотворина), оцењивања континуитета техника ткања од античких до савремених процеса настајања. Књига је била један од првих текстова који се баве ткањем који је објављен у иностранству и била је једина у то време на грчком језику. Њена стручност у техникама бојења, историји текстила и ткању навела је Антониса Бенакиса, директора Бенаки музеја, да је замоли да процени и објави Бенакијеву колекцију текстила. Њена анализа Бенакијеве збирке објављена је 1937. у издању стогодишњице „најважнијег археолошког часописа“ у Грчкој, Арцхаиологики Епхимерис. Током Другог светског рата, да би се спречила нацистичка пљачка, експонати Музеја грчких рукотворина били су сакривени у Националном археолошком музеју. Године 1944. извршена је рација у њеном дому и конфисковани су рукописи. Од њеног рада су остале само три књиге и једанаест објављених чланака, који су укључивали анализу персијске и сасанидске персијске народне уметности. Пошто је стекла међународну репутацију, 1950. године Томас Витмор ју је навео да напише есеј, Κατοπριζομενη επι Υφασματος (Огледало у тканини), о византијском институту Америке. Повукла се из Музеја 1954. али је наставила да ради на текстовима о критском везу до своје смрти.

## Смрт
Апостолаки је умрла у лето 1958. и остала је упамћена као једна од првих научница која је проценила и класификовала историју грчког текстила, као и као феминисткиња која је радила на образовању жена и промовисању женских заната. Године 2015, Народна библиотека Ретимна, у сарадњи са Лицејским клубом грчких жена и Музејом Бенаки, била је домаћин радионице о Апостолаки и њеним делима, истовремено излажући неке од њих. Сврха радионице је била да се повећа препознатљивост Апостолаки и прикупи средства за објављивање њеног рукописа о критским везовима.

## Изабрана дела

### Књиге
- Τα κοπτικά υφάσματα του εν Αθήναις Μουσείου Κοσμητικών Τεχνών (Сечене тканине Музеја козметичке уметности у Атини) (Атина, 1932)
- Εικών του Αράτου επί υφάσματος (Икона Аратоса на тканини) (Атина, 1938)
- Κεντήματα μάλλινα 4ου–9ου αιώνος εξ αιγυπτιακών τάφων ('Woollen embroidery of the 4th–9th centuries from Egyptian tombs') (Атина, 1956)

### Чланци
- 'Διόνυσος Δενδρίτης' ('Dionysos of the trees'), Αρχαιολογική Εφημερίς, 1942/44, Τόμος 81–83, pp. 73–91 (1948)
- 'Κατοπριζομένη επί Υφάσματος' ('Mirrored in Fabric'), in Coptic Studies in Honor of Walter Ewing Crum (Бостон, 1950)